# Stenoscaptia niveiceps
Stenoscaptia niveiceps là một loài bướm đêm thuộc phân họ Arctiinae, họ Erebidae.